# 吉田病院 (奈良県)
吉田病院（よしだびょういん）は、社会医療法人平和会が運営する奈良県奈良市西大寺赤田町にある病院。

## 概要
1928年、県下初の精神科病院｢あやめ池サナトリウム｣(62床)として創立。
救急告示病院。1996年に新設された精神科急性期治療病棟の基準を超える、一般科病棟と同じ医師・看護のスタッフ数で運営される入院病棟という意味で「スーパー救急病棟」にて「スーパー精神救急」医療を行っている。
公益財団法人日本医療機能評価機構認定病院(病院評価結果は3rdG:Ver.2.0(2018年11月2日認定,2023年8月1日認定有効期限))。全日本民主医療機関連合会（民医連）に加盟している。

## 診療科
(この節の出典)
- 内科
- 呼吸器内科
- 循環器内科
- 消化器内科（胃腸内科）
- 神経内科
- 精神科
- 泌尿器科
- 肛門外科
- 整形外科
- 眼科
- 婦人科
- リハビリテーション科
- 放射線科
- 麻酔科
- 外科

## 医療機関の認定
(この節の出典)
- 保険医療機関
- 労災保険指定医療機関
- 生活保護法指定医療機関
- 結核指定医療機関
- 医療保護施設
- 指定自立支援医療機関（精神通院医療）
- 精神保健指定医の配置されている医療機関
- 精神保健及び精神障害者福祉に関する法律(昭和25年法律第123号)に基づく指定病院又は応急入院指定病院
- 精神科救急病院
- 精神科応急入院指定病院
- 身体障害者福祉法指定医の配置されている医療機関
- 原子爆弾被害者一般疾病医療取扱医療機関
- 臨床研修病院
- 無料低額診療事業実施医療機関

## 交通アクセス
- 近鉄奈良線・京都線・橿原線「大和西大寺駅」徒歩約20分[7]。
  - 送迎バスを運行している。(詳細：外部リンク)
- 近鉄奈良線「菖蒲池駅」徒歩約20分[7]。
  - 送迎バスを運行している。(詳細：外部リンク)

## 関連人物
- 物部真一郎 - 日本の精神科医、起業家。(吉田病院に勤務していた。)